# Chirbat Dżiddin
Chirbat Dżiddin (arab. خربة جدّين) – nieistniejąca już arabska wieś, która była położona w Dystrykcie Akki w Mandacie Palestyny. Wieś została wyludniona i zniszczona podczas I wojny izraelsko-arabskiej, po ataku Sił Obronnych Izraela 11 lipca 1948 roku.

## Położenie
Chirbat Dżiddin leżała na wzgórzu górującym nad doliną potoku Jechi’am, w Górnej Galilei. Według danych z 1945 roku do wsi należały ziemie o powierzchni 758,7 ha. We wsi mieszkało wówczas 1500 osób.
| Własność gruntów | Powierzchnia gruntów [ha] |
| ---------------- | ------------------------- |
| Arabowie         | 423,8                     |
| Żydzi            | 334,9                     |
| publiczne        | 0                         |
| Razem            | 758,7                     |

| Rodzaj użytkowanych gruntów | Arabowie [ha] | Żydzi [ha] |
| --------------------------- | ------------- | ---------- |
| uprawy zbóż                 | 2,2           | 3,2        |
| nieużytki                   | 421,6         | 331,7      |
| zabudowane                  | 0,8           | 0,4        |

## Historia
W czasach krzyżowców w rejonie tym wybudowano zamek obronny nazywany Judyn. Zamek został odbudowany w XVIII wieku przez osmańskiego gubernatora Galilei, Dhaher al-Omara. W 1775 roku Jezzar Pasza zburzył zamek.
W okresie panowania Brytyjczyków Chirbat Dżiddin była średniej wielkości wsią. We wsi znajdował się jeden meczet.

26 listopada 1946 roku na ziemiach odkupionych od arabskich mieszkańców wsi, powstał żydowski kibuc Jechi’am. Lokalne brytyjskie władze mandatowe udzieliły pomocy przy jego powstaniu. Decyzją rezolucji Zgromadzenia Ogólnego ONZ nr 181 z 29 listopada 1947 roku, wieś Chirbat Dżiddin miała znajdować się w państwie arabskim w Palestynie. Podczas wojny domowej w Mandacie Palestyny we wsi stacjonowały arabskie milicje, które paraliżowały żydowską komunikację w całym rejonie. 27 marca 1948 roku zaatakowany został konwój, w którym zginęło 47 żołnierzy żydowskiej organizacji paramilitarnej Hagana. W okresie tym kibuc Jechi’am był oblężony. Podczas I wojny izraelsko-arabskiej izraelska armia przeprowadziła operację „Dekel”. 11 lipca 1948 roku wieś Chirbat Dżiddin po krótkiej walce zajęły przeważające siły izraelskie. Większość mieszkańców uciekła wówczas do sąsiednich arabskich wiosek, natomiast wszystkie domy wyburzono.

## Miejsce obecnie
Tereny wioski Chirbat Dżiddin przejęły kibuce Jechi’am i Gaton, oraz moszaw En Ja’akow. Palestyński historyk Walid Chalidi, tak opisał pozostałości wioski Chirbat Dżiddin: „Została zachowana jedynie twierdza, która jest atrakcją turystyczną”.